# Leica SL2
La Leica SL2 és una càmera de lents intercanviables sense mirall de fotograma complet llançada per Leica Camera el 6 de novembre de 2019. La càmera utilitza la gamma de lents Leica L-Mount i forma part de la L-Mount Alliance de cossos de càmera que Leica va desenvolupar conjuntament amb Panasonic i Sigma.
La càmera té un sensor CMOS de fotograma complet de 47 MPx amb un estabilitzador d'imatge de 5 eixos, que compensa fins a 5,5 passes. Amb aquesta tecnologia la càmera pot moure el sensor per tal de produir imatges de fins a 187 Mpx. La Leica SL2 va succeir a la Leica SL (Typ 601). El cos de la càmera ha estat completament redissenyat, amb una ergonomia alterada, nous botons i pantalla tàctil. La pantalla tàctil de cristall líquid de la càmera té ara una mida de 3,2" amb 2,1 milions de píxels, mentre que la resolució del visor electrònic s'ha augmentat a 5,76 milions de punts. El nou processador Maestro III permet un AF més ràpid que el seu predecessor, així com una ràfega de 20 fps amb l'obturador electrònic o 10 fps amb l'obturador mecànic. La càmera té dues ranures per a targetes SD, totes dues compatibles amb suports UHS-II d'alta velocitat. La càmera ha obtingut la classificació IP54 per segellat a la intempèrie. També pot capturar vídeos de resolució DCI i UHD 4K a 60 fotogrames/seg i fins a 180 fps en mode Full HD. Quan es col·loca en el mode "Cine", la terminologia i les pantalles del SL2 esdevenen específiques del vídeo. El Leica SL2 té connectors de micròfon i auriculars, així com un port HDMI de mida completa.